# Mete
Mete o Methe (en griego antiguo: Μέθη, Méthē) en la mitología griega era el espíritu y la personificación de la «embriaguez». Como era de esperar la Embriaguez forma séquito de Dioniso y siempre se mencionada asociada a dicho dios u otros compañeros suyos. Algunos la imaginan como la hija natural de Dioniso.
Pausanias menciona una pintura de Mete bebiendo vino en el templo de Asclepio en Epidauro, y otro de ella ofreciendo vino a Sileno en el templo de Sileno en Elis.
En las Dionisíacas de Nono, Mete aparece como la esposa de Estáfilo de Asiria y la madre de Botris. Cuando Estáfilo muere repentinamente a la mañana siguiente después de un banquete en honor a Dioniso, este hace que el nombre de Mete se conmemore por siempre al nombrar el estado de embriaguez después de ella, y hace que los nombres de Estáfilo (στάφυλος, «racimo») y Botris (βότρυς, «uva») se identifiquen con partes de la planta del vino. Más tarde, se menciona a Mete como una de los seguidoras de Dioniso en su campaña india.
La Ebrietas latina —personificación femenina de la embriaguez mencionada por Plinio— puede verse como un equivalente de Mete.

## Ences externos
- El hilo de Ariadna - Dioses griegos rústicos
- El Proyecto Theoi - Methe
- Elvira Barba, Miguel Ángel. Arte y mito: manual de iconografía clásica. Silex Ediciones SL.

- Datos: Q2391464